# Equipo Olímpico de Atletas Refugiados en los Juegos Olímpicos de París 2024
El Equipo Olímpico de Refugiados del COI compitió en los Juegos Olímpicos de París 2024. 37 atletas de 11 países de origen representaron al Equipo Olímpico de Refugiados en los Juegos Olímpicos de Verano de 2024 en 12 deportes, de los cuales 14 son iraníes.

## Selección del equipo
36 atletas representaron al Equipo Olímpico de Refugiados:
| Atleta                        | País de origen      | Comité Olímpicos Nacionales anfitrión | Deporte      | Evento                                    |
| ----------------------------- | ------------------- | ------------------------------------- | ------------ | ----------------------------------------- |
| Dorian Keletela               | República del Congo | Francia                               | Atletismo    | 100 m masculinos                          |
| Musa Suliman                  | Sudán               | Suiza                                 | Atletismo    | 800 m masculinos                          |
| Dominic Lobalu                | Sudán del Sur       | Suiza                                 | Atletismo    | 5000 m masculinos                         |
| Jamal Abdelmaji Eisa Mohammed | Sudán               | Israel                                | Atletismo    | 10000 m masculinos                        |
| Tachlowini Gabriyesos         | Eritrea             | Israel                                | Atletismo    | Maratón masculino                         |
| Mohammad Amin Alsalami        | Siria               | Alemania                              | Atletismo    | Salto de longitud masculino               |
| Perina Lokure                 | Sudán del Sur       | Kenia                                 | Atletismo    | 800 m femeninos                           |
| Farida Abaroge                | Etiopía             | Francia                               | Atletismo    | 1500 m femeninos                          |
| Dorsa Yavarivafa              | Irán                | Reino Unido                           | Bádminton    | Individuales femeninos                    |
| Omid Ahmadisafa               | Irán                | Alemania                              | Boxeo        | Peso mosca masculino (51 kg)              |
| Cindy Ngamba                  | Camerún             | Reino Unido                           | Boxeo        | Peso medio femenino (75 kg)               |
| Manizha Talash                | Afganistán          | España                                | Break dance  | Chicas-B                                  |
| Amir Rezanejad                | Irán                | Alemania                              | Piragüismo   | Eslalon masculino C-1                     |
| Amir Ansari                   | Afganistán          | Suecia                                | Ciclismo     | Contrarreloj en carretera masculina       |
| Eyeru Tesfoam Gebru           | Etiopía             | Francia                               | Ciclismo     | Contrarreloj en carretera femenino        |
| Ramiro Mora Romero            | Cuba                | Reino Unido                           | Halterofilia | Masculino –102 kg                         |
| Yekta Jamali                  | Irán                | Alemania                              | Halterofilia | Femenino –81 kg                           |
| Mohammad Rashnonezhad         | Irán                | Países Bajos                          | Judo         | Masculino –60 kg Equipo mixto             |
| Sibghatullah Arab             | Afganistán          | Alemania                              | Judo         | Masculino –81 kg Equipo mixto             |
| Adnan Khankan                 | Siria               | Alemania                              | Judo         | Masculino –100 kg Equipo mixto            |
| Muna Dahouk                   | Siria               | Países Bajos                          | Judo         | Femenino –57 kg Equipo mixto              |
| Nigara Shaheen                | Afganistán          | Canadá                                | Judo         | Femenino –63 kg Equipo mixto              |
| Mahboubeh Barbari Zharfi      | Irán                | Alemania                              | Judo         | Femenino +78 kg Equipo mixto              |
| Iman Mahdavi                  | Irán                | Italia                                | Lucha        | Estilo libre masculino -74 kg             |
| Jamal Valizadeh               | Irán                | Francia                               | Lucha        | Grecorromana masculina -60 kg             |
| Alaa Maso                     | Siria               | Alemania                              | Natación     | 50 m estilo libre masculino               |
| Matin Balsini                 | Irán                | Reino Unido                           | Natación     | 200 m mariposa masculino                  |
| Fernando Jorge                | Cuba                | Estados Unidos                        | Piragüismo   | Esprint masculino C-1 1000 m              |
| Saeid Fazloula                | Irán                | Alemania                              | Piragüismo   | Esprint masculino K-1 1000 m              |
| Saman Soltani                 | Irán                | Austria                               | Piragüismo   | Esprint femenino K-1 500 m                |
| Hadi Tiran                    | Irán                | Italia                                | Taekwondo    | Masculino –58 kg                          |
| Yahya Al-Ghotany              | Siria               | Jordania                              | Taekwondo    | Masculino –68 kg                          |
| Farzad Mansouri               | Afganistán          | Reino Unido                           | Taekwondo    | Masculino –80 kg                          |
| Kasra Mehdipournejad          | Irán                | Alemania                              | Taekwondo    | Masculino +80 kg                          |
| Dina Pouryounes               | Irán                | Países Bajos                          | Taekwondo    | Femenino –49 kg                           |
| Francisco Edilio Centeno      | Venezuela           | México                                | Tiro         | Pistola de aire comprimido 10 m masculina |
| Luna Solomon                  | Eritrea             | Suiza                                 | Tiro         | Rifle de aire 10 m femenino               |

## Medallistas
El equipo olímpico de Atletas Refugiados obtuvo las siguientes medallas:
| Nombre       | Deporte | Competición |
| ------------ | ------- | ----------- |
| Oro          |         |             |
| —            |         |             |
| Plata        |         |             |
| —            |         |             |
| Bronce       |         |             |
| Cindy Ngamba | Boxeo   | 75 kg F     |